# 鲍立民
鲍立民，中华人民共和国政治人物、全国脱贫攻坚先进个人。

## 生平
鲍立民任河北省保定市涞源县委常委、副县长（挂职），中国航天科技集团有限公司中国乐凯集团有限公司处长。因在脱贫攻坚战中作出突出贡献，2021年2月25日全国脱贫攻坚总结表彰大会上，鲍立民被授予“全国脱贫攻坚先进个人”。